# 1895年全米選手権 (テニス)
1895年 全米選手権（1895ねんぜんべいせんしゅけん）に関する記事。

## 大会の流れ
- 1881年から1967年まで、全米選手権は各部門が個別の名称を持ち、大会会場も別々のテニスクラブで開かれた。これが他の3つのテニス4大大会と大きく異なる点である。
  - 男子シングルス　名称：全米シングルス選手権（U.S. National Singles Championship）／会場：ロードアイランド州、ニューポート・カジノ　（最初の会場、1914年まで）
  - 男子ダブルス　名称：全米ダブルス選手権（U.S. National Doubles Championship）／会場：ロードアイランド州、ニューポート・カジノ　（最初の会場に戻る。1894年-1914年まで）
  - 女子シングルス　名称：全米女子シングルス選手権（U.S. Women's National Singles Championship）／会場：ペンシルベニア州、フィラデルフィア・クリケット・クラブ　（女子部門競技はすべてこの会場、1887年-1920年まで）
  - 女子ダブルス　名称：全米女子ダブルス選手権（U.S. Women's National Doubles Championship）／会場：フィラデルフィア・クリケット・クラブ　（1889年-1920年まで）
  - 混合ダブルス　名称：全米混合ダブルス選手権（U.S. Mixed Doubles Championship）／会場：フィラデルフィア・クリケット・クラブ　（1892年-1920年まで）
- 男女シングルスでは、「チャレンジ・ラウンド」（Challenge Round, 挑戦者決定戦）と「オールカマーズ・ファイナル」（All-Comers Final）で優勝を決定した。男子シングルスでは第4回大会の1884年から実施されてきたが、女子シングルスは第2回競技の1888年から行われた。
  - 大会前年度優勝者を除く選手は「チャレンジ・ラウンド」に出場し、前年度優勝者への挑戦権を争う。前年度優勝者は、無条件で「オールカマーズ・ファイナル」に出場できる。チャレンジ・ラウンドの勝者と前年度優勝者による「オールカマーズ・ファイナル」で、当年度の選手権優勝者を決定した。
- 競技ルールは、基本的にはウィンブルドン選手権に準拠して実施された。当時の女子シングルスには、他に類例のない特色がいくつかあった。
  - 本年度の女子シングルス出場選手は、総計13名であった。1891年-1894年に行われた「予選ラウンド」（Preliminary Round）の形は取らず、1回戦で5名の選手を絞り落とした。
  - 1894年-1901年まで、女子部門競技（女子シングルス・女子ダブルス・混合ダブルス）の決勝戦が最大5セット・マッチで行われた。1894年からは、女子シングルスのチャレンジ・ラウンド決勝 → オールカマーズ・ファイナルで最大5セット・マッチを実施した。テニス4大大会の女子競技で最大5セット・マッチが行われたのは、1890年代-1901年の全米選手権だけである。
- 初期の全米選手権のように、外国人出場者が少なかった時期は、地元アメリカ人選手の国籍表示を省略する。

## 大会前年度優勝者
- 男子シングルス：ロバート・レン
- 女子シングルス：ヘレン・ヘルウィッグ
- 男子ダブルス：フレッド・ホビー＆クラレンス・ホバート
- 女子ダブルス：ジュリエット・アトキンソン＆ヘレン・ヘルウィッグ
- 混合ダブルス：エドウィン・フィッシャー＆ジュリエット・アトキンソン

## 男子シングルス

### チャレンジラウンド
準々決勝
- フレッド・ホビー vs. チャールズ・ヒンクリー　6-1, 6-2, 7-5
- カー・ニール vs. マルコム・チェイス　6-4, 6-1, 6-4
- ジョン・ハウランド vs. クラレンス・バドロング　6-3, 2-6, 6-4, 6-3
- ウィリアム・ラーンド vs. アーサー・フット　6-3, 6-4, 3-6, 6-1

準決勝
- フレッド・ホビー vs. カー・ニール　6-4, 6-4, 6-4
- ウィリアム・ラーンド vs. ジョン・ハウランド　7-5, 8-6, 6-1

決勝
- フレッド・ホビー vs. ウィリアム・ラーンド　6-1, 9-7, 6-4

### オールカマーズ決勝
- フレッド・ホビー vs. ロバート・レン　6-3, 6-2, 6-4　（ホビーが本大会の優勝者になる）

## 女子シングルス

### チャレンジラウンド
準々決勝
- エリザベス・ムーア vs. グレース・ブース　6-0, 6-2
- バーサ・タウンゼント vs. エリザベス・テーラー　6-0, 6-2
- キャスリーン・アトキンソン vs. メアリー・ウォーレン　6-3, 6-2
- ジュリエット・アトキンソン vs. エミー・ウィリアムズ　6-0, 6-4

準決勝
- エリザベス・ムーア vs. バーサ・タウンゼント　6-4, 6-4
- ジュリエット・アトキンソン vs. キャスリーン・アトキンソン　6-1, 6-4

決勝
- ジュリエット・アトキンソン vs. エリザベス・ムーア　6-3, 7-5, 3-6, 6-0　［ここから最大5セット・マッチ］

### オールカマーズ決勝
- ジュリエット・アトキンソン vs. ヘレン・ヘルウィッグ　6-4, 6-2, 6-1　（J・アトキンソンが本大会の優勝者になる）

## 決勝戦の結果
- 男子シングルス：フレッド・ホビー vs. ロバート・レン　6-3, 6-2, 6-4　［オールカマーズ決勝］
- 女子シングルス：ジュリエット・アトキンソン vs. ヘレン・ヘルウィッグ　6-4, 6-2, 6-1　［オールカマーズ決勝］
- 男子ダブルス：ロバート・レン＆マルコム・チェイス vs. フレッド・ホビー＆クラレンス・ホバート　7-5, 6-1, 8-6
- 女子ダブルス：ジュリエット・アトキンソン＆ヘレン・ヘルウィッグ vs. エリザベス・ムーア＆エミー・ウィリアムズ　6-2, 6-2, 12-10　［最大5セット・マッチ］
- 混合ダブルス：エドウィン・フィッシャー＆ジュリエット・アトキンソン vs. マントル・フィールディング＆エミー・ウィリアムズ　4-6, 8-6, 6-2　［最大3セット・マッチ］